# Blyxa novoguineensis
Blyxa novoguineensis är en dybladsväxtart som beskrevs av Cornelis den Hartog. Blyxa novoguineensis ingår i släktet Blyxa och familjen dybladsväxter. Inga underarter finns listade.